# Тюндюк

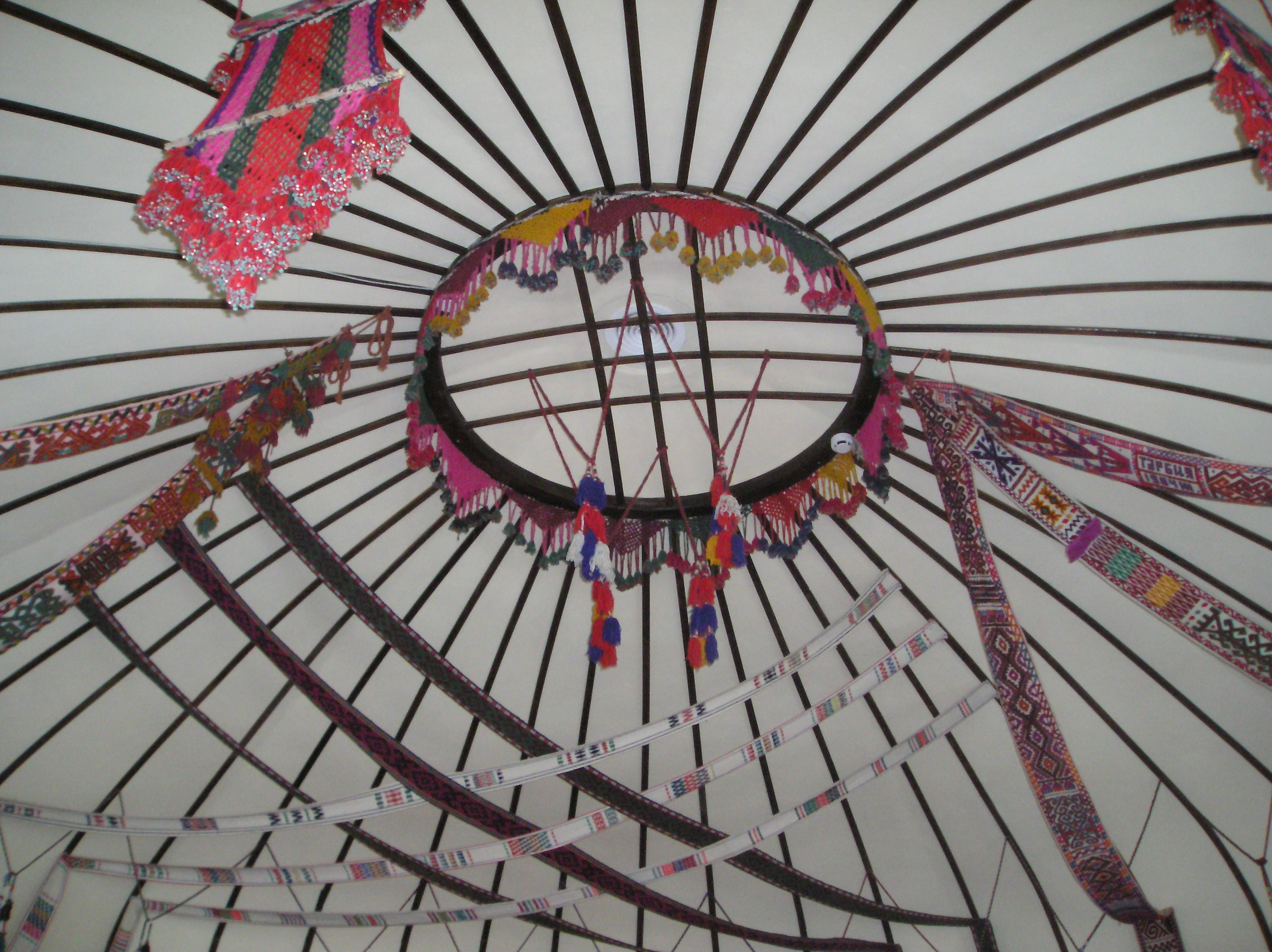
Тюндюк в юрті

Тюндюк (кирг. Түндүк) — ґрати з круглим ободом у центрі купола юрти для освітлення, вентиляції та відводу диму від вогнища. Із зовнішнього боку тундюк накривається кийізом, кошмою з повсті. За допомогою мотузки можна легко відкривати і закривати тюндюк. Тюндюк у перекладі з киргизької мови означає також північ.

## Державна символіка
Тюндюк зображений на державному прапорі Киргизстану і гербі Казахстана

Прапор Киргизстану
Герб Казахстану